# Војна социологија
Војна социологија има за циљ системско истраживање  војске као друштвене групе пре него као Војне организације. То је високоспецијализована подобласт која разматра питања која се односе на посебне групе са принудним колективним деловањем са заједничким интересима везаним за опстанак у струци и борби са циљевима и вредностима које су више дефинисане и уже него унутар цивилног друштва. Војна социологија се такође бави цивилно-војним везама и интеракције између других фрупа или владиних агенција.

## Савремена војна социологија
Савремена војна социологија је првенствено резултат Другог светског рата и ере Хладног рата. Ови догађаји покренули су системско проучавање војне социологије, мада је однос између војске и друштва такође разлог који претходи овим догађајима.  Постоје бројне теме у оквиру војне социологије, и важно је напоменути да њен обим није стриктно ограничен само на војну устанву или њеним члановима. Уместо тога, војна социологија обухвата области као што су цивилно-војни односи и везе између војске и осталих војних група или владиних агенција. Још неке теме које обухвата војна социологија су:
1. доминанте претпоставке које одржавају они у војсци
2. промене у спремности војске да се боре
3. војно организовање синдиката
4. војни професионализам
5. повећан број жена у војсци
6. војно индустријско-академски комплекс
7. војна зависност од истраживања
8. институционална и организациона структура војске

## Војска као душтво

### Војска као занимање
Било је расправа о томе да ли се војска треба посатрати као нешто више од занимања уместо као институцију. Иако војасна и даље задржава институционалне принципе (патриотске вредности, историјске традиције, итд) војска постаје оријентисана на принципима пословања и економије и може се лако категоризовати као професија. Ово се може истраживати у односу на друге професије ако их групишемо по моћи или накнади. Постоје различити чинови у војсци, и они дају неким људима више моћи. Многи млади људи се занимају за војску због предности компензације и могућности да иду на факултет без огромних кредита. Војна професија одржава изглед јединствене професије. Постоји шест кључних елемената који су најважнији за обликовање карактера у војној профеији, према Сем Саркесиану и Роберт Конору. То су:
1.  професија има дефинисану област надлежности базирану на стручном знању;

### Регрутовање
Вероватно ниједна друга институција не придаје толико пажње процедурама за асимилацију нових чланова колико то раде оружане снаге. Асимилација подразумева континуирани процес регрутације, селекције, обуке и развоја каријере. Не само да нови регрут, службеник или службеник у војној служби морају да науче нове и тешке вештине, он или она такође морају да савладају разрађен код професионалног понашања и етике, јер чланство у војсци значи учествовање у организационој заједници која регулише понашање и на и ван "посла". Америчка војска користи концепт грађанин-војник да окупи војно особље из целе земље. Овај термин значи способност да брзо окупи или позвате трупе за рат или војну турнеју у виртуелном тренутку обавештења. Али када је задатак или турнеја је завршена, војна лица се враћају у цивилни живот.
Према Норман А. Хилману 2,5 милиона људи су били у војсци за време мирнодопског нацрта. Током тог брзо прелазном периода, многи војници су можда осетили да изгубљени или збуњени због разлике у њиховом прошлом животу (цивилном) и њиховом новом војном животу, који се позива на захтев да се прилагоди новим налозима за које се очекује да их следи без питања. Иако је било много људи и сада жена које су се добровољно придружиле у оружаним снагама, има и оних који видит улазак у војску и рад за владу као продавање. Негативна карактеризација војног живота може одбијати већину људи који гледају споља..

### Ефекти војног живота на породицу (и утицај војно зависних супкултура)
Војна породица по дефиницији је јединица која се може састојати од мужа, жене и деце (у многим земљама енглеског говорног подручја, назив војна деришта користи се као израз поштовања и миља, а не као увреда); Емоционални стрес који партнер може доживети, пре, за време и после војника, морнара, марине или пилота је можда подједнако лош ментално, као неко ко се бори у војсци. Они чији су мужеви или жене распоређени по први пут, оценили су своја осећања о целом искуству као веома тужна, и било им је тешко да се носе са изненадним одсуству њиховог вољеног. Међутим, жене или мушкарци чији супружници су пре распоређени, изборили су се са овим распоређивање са више позитивних реакција. Сматрали су да имају посао који раде далеко од куће који је био важан и они и остала њиховиха породица (деца) морали су да буду подршка и брину о стварима док је члан породице био одсутан. Деца почињу да преузимају више одговорности као што су: кување, чишћење, куповина намирница, итд. Упркос позитивним вештинама савладавања проблема неких војних породица, неки нису добр поднели дуго одвајање од породице и њихових породичних чланова. Стресори и стресне реакције супружника варирају током времена. Оно што се доживљава као стрес пре распоређивања разликује се од онога што се доживљава као стрес током и након распоређивања. Највише распоређивања траје 6-18 месеци.
Отприлике једна петина свих осамнаестогодишњака у војној служби и једна трећина свих млађих кадрова у војсци САД су у браку, у поређењу са мање од 5% цивилних 18-годишњака. Као резултат тога, младе војне породице доживљавају многе сличне потешкоће које могу пратити почетак породице у већем броју него младе цивилне породице. Као младе цивилне породице, младе војне породице такође могу имати проблема зрелости, животног неискуства, ниских прихода, као и живот далеко од куће. Али та питања се компликују чињеницом да младе војне породице такође доживљавају посебне тешкоћеса којима се не сусрећу младе цивилне породице. На пример, док многе младе породице, и војне и цивилне, често трпе тешкоће, цивилне породице имају веће шансе да имају подршку породице и пријатеља што је мање вероватно да ће бити опција за војне породице
. Друга тешкоћа коју често доживљавају војние породице (у поређењу са цивилним породицама) су честа пресељења. Око 33% војних породица се сели сваке године у поређењу са само 5% од цивилних породица. Посебни планови морају бити предузети од стране породице у којима су оба родитеља у активној служби, као и то да би могли бити распоређени (или прераспоређени) у било ком тренутку. (Планирање у овом случају може бити нарочито тешко.) У осталим војним породицама са само једним активним родитељем, други родитељ ће мање вероватно остати код куће са децом, као у прошлости. Уместо тога, веће су шансе да пронађу посао и / или похађају колеџ, а самим тим стална пресељења ће бити већи стрес због обавеза према раду и студијама.
Војне породице имају могућност да живе на месту родитеља запошљавања. За породице које живе у кућама које су добили, они морају да поштују правила базне команде и стамбене канцеларије о томе како да одрже своју имовину и да приуште мало приватности. Укратко, они могу искусити притисак да е понашају у складу са стандардима. Неке породице могу да одлуче да не живе у бази, али ван база становање је обично скупље и може бити незгодно.

### Стрес и војна служба
Де Соир каже да постоји седам фаза у начину на који су брачни партнери искусили стрес пре, за време и после распоређивања.
Почетни шок и протест
Овај период обично траје око две недеље. У овој фази чланови породице су узнемирени и љути на вест о распоређивању. Ово је обично време појачаних емоција. У прошлости многим породицама су само дата обавештења да имају месец дана да се спреме за примену, али однедавно многе породице су добиле обавештење годину или више унапред о распореду, који може да учини стресно време ишчекивања још горим. Многи недавни извештаји сугеришуда би идеално време за распоређивање припреме било 3-5 месеци.
Незаинтересованост и отуђење
Током последњих дана пре поласка, парови уђу у ову фазу. Они доживљавају периоде дистанцирња због својих осећања несигурности о будућности мисије, али и током те фазе, много латентних проблема или забринутости може изаћи на површину и тако додатно повећавају потенцијални стрес. Ови тренуци стварају много емоционалног стреса.
Емоционална неорганизованост
Убрзо након што је члан породице је распоређен, постоје осећања туге и могуће је да се симптоми клиничке депресије појави, заједно са проблемима са спавањем и проблема да се врате у ритам живота (поремећаји у исхрани). Ова питања могу трајати око шест недеља, можда и дуже, нарочито, ако распоређивање не иде добро или постоје извештаји о лошим вестима у породици. Најбољи начин да породице и супружници преброде овај период је за распоређено особље да што пре контактирају своју породицу и стигну до свог одредишта чим војне власти дозволе. Ово може помоћи породицама да осећају мање стреса током трајања распоређивања. Стални контакт је кључни део за смањења стресног породичног живота.
Опоравак и стабилизација
Обично после шест недеља породица ће се вратити назад у породични образац, и опорављају се тако што се навикну на ситуацију несталог члана породице који је распоређени. Покретање и одржавање дневне рутину у овој фази је најбољи начин да се не мисли о томе шта распоређен може да ради или где распоређени може бити у овом тренутку. Укључивање "домаћег фронта групе" су од суштинског значаја за војне породице које имају потребу да поделе и уживају у времену са другима који имају војне супружнике и партнере ангажоване на дужи временски период. Тражењем групе за подршку је један од многих начина да се људи носе са стресним питањима.
| /                   | Земље са посебним програмима за мањине у војсци                                                                                   | Земље са паралелним војним структурама за њихове две или више групе једнаког статуса                                                                                                   | Земље које немају посебне програме за мањине у војсци |
| ------------------- | --- | --- | --- |
| Пример држава       | САД, Аустралија и Нови Зеланд | Канада, Енглеска, Швајцарска и Белгија | Француска, Немачка, Румунија и Бугарска |
| Карактеристике      | Постоје активне мере предузете како би се осигурала равноправна заступљеност, нижи чинови су интегрисани много више од службеника | Јединице конституисане на основу идентитета, обично различите групе су одиграле улогу у оснивању нације                                                                                | Јединице конституисане без обзира на статус мањине, наглашава интересе доминантне националне заједнице и може бити много мањина у војсци, али веома мало као официри |
| Могуће предности    | Имају политику која обезбеђује једнаке могућности у војсци                                                                        | Паралелне структуре помажу током унутрашње кризе у којој су идентификоване јединице са локалним становништвом и током рата страном, истичу допринос мањина у националном војном напору | Већа кохезија у војсци |
| Могуће непогодности | Може довести до тога да мањине буду превише заступљене                                                                            | Захтева више новца за обуку и администрацију | Мањинска права се третирају као да не представљају проблем, или се крше                                                                                              |

### Жене у војсци
Војна и родна питања су разноврсна и има их много у оквиру војне социологије. Улога жена може да буде преношење културних вредности на децу, репродукција граница и активних војника у националним борбама. Жене су служиле у војсци током историје. Женска војне регрутације одбацују идеју да "жене треба да буду заштићене". Запошљавање је веома важно у Латинској Америци, Израелу, Никарагви, Руанди и Северној Ирској. У Турској, супруга главног команданта представља мајку војне породице. Неке државе у свету у развоју су равноправне и многе жене су регрутоване у војску како би се постигао модерни идеал. Са обичајне улоге жене као мајке, повећана једнакост и укључености жена у војску може да промени разлог за рат.
Сексуални напади у Америчкој војсци су проблем за војне жене. 2012 Пентагон је истраживао и пронашао око 26.000 жена и мушкараца који су сексуално злостављани. Од њих, пријављено је само 3.374 случајева. У 2013, нови извештај Пентагона је утврдио да је 5.061 војника пријавило случајеве напада. Од пријављених је, међутим, само 484 случајева одтишло на суд, а само 376 резултирало у пресудама.

## Препоручено за читање
- Armed Forces & Society
- Caforio, Giuseppe, (ed.), Handbook of the Sociology of the Military, Kluwer Academic/Plenum Publishers, 2006
- Messenger, Charles (2013). Reader's Guide to Military History. Routledge. стр. 363. ISBN 978-1-135-95970-8.
- Malesevic, Sinisa. 2010. The Sociology of War and Violence. Cambridge: Cambridge University Press.
- Paparone, Chris. 2013. The Sociology of Military Science. NY: Bloomsbury.
- Sarkesian, Sam C., Williams, John Allen, Bryant, Fred B., Soldiers, Society, and National Security, Lynne Rienner Publishers, Boulder, 1995